# بشارة (لاعب كرة قدم)
بشارة (بالبرتغالية: Bechara‏) هو لاعب كرة قدم برازيلي في مركز الوسط، ولد في 25 فبراير 1976 في مارانغوابي في البرازيل. لعب مع النادي الأهلي وجمعية بورتوغيزا الرياضية ونادي أودنسه ونادي أوليسوند ونادي بوتافوغو اس بي ونادي سانتوس ونادي ساو كايتانو ونادي سيارا ونادي فايله ونادي فورتاليزا.